# Drongo cendré
Dicrurus leucophaeus
Espèce
Statut de conservation UICN

 LC  : Préoccupation mineure
Le Drongo cendré (Dicrurus leucophaeus) est une espèce de passereau de la famille des Dicruridae.

## Description

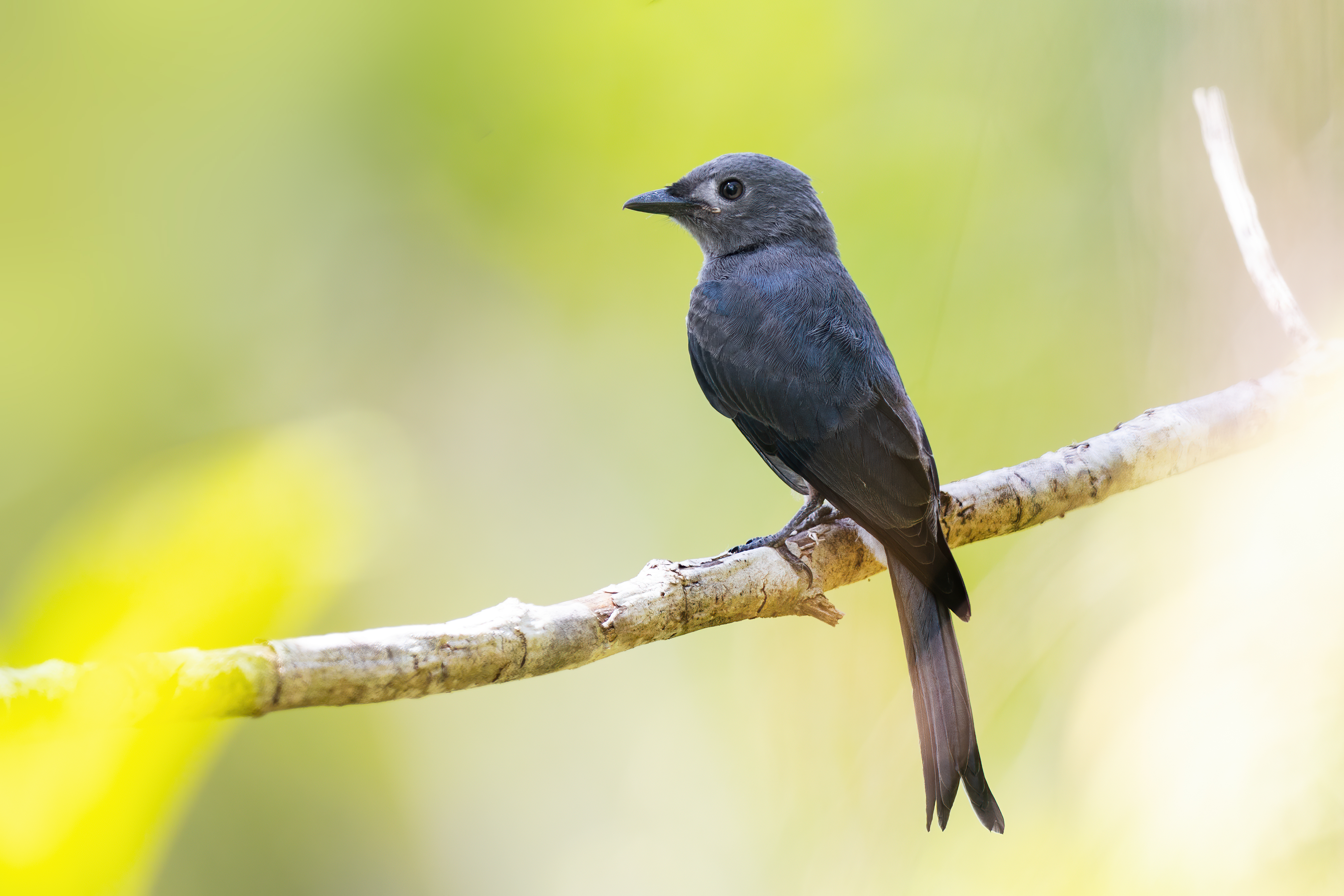
D. l. stigmatops

Il a un plumage d'un gris cendré. Suivant les sous-espèces, il a un cercle blanc ou non autour des yeux. Il a les pattes courtes et se tient très droit tandis qu'il est perché bien en vue, comme une pie-grièche, au sommet d'un arbre.
Il a un cri du type drangh gip ou gip-gip-drangh. il peut imiter le chant d'autres oiseaux et notamment le petit Iora.

## Alimentation
Il est insectivore et se nourrit en vol ou sur les arbres.

## Reproduction
La femelle pond trois à quatre œufs dans un nid en coupe à la fourchette haute d'un arbre.

## Comportement
Les individus les plus nordiques sont migrateurs et migrent en bandes vers le sud.

## Répartition et sous-espèces

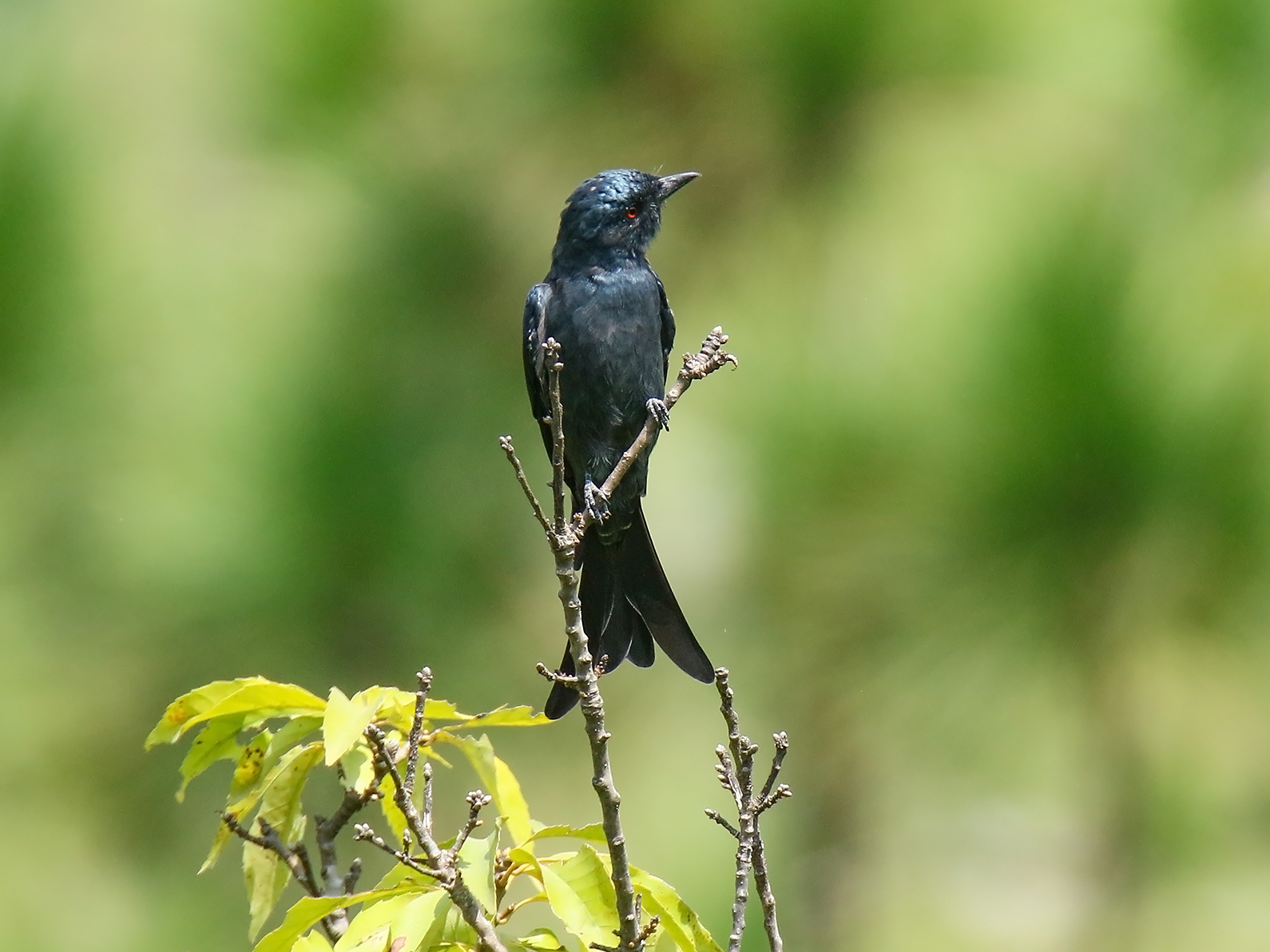
D. l. longicaudatus

Selon la classification de référence du Congrès ornithologique international (15.1, 2025) il se répartit en quinze sous-espèces :
- D. l. longicaudatus Jerdon, 1862 — ouest de l'Himalaya, hiverne en Asie du Sud plumage noir ;
- D. l. hopwoodi Baker, 1918 — est de l'Himalaya, sud de la Chine et nord de l'Indochine plumage noir ;
- D. l. nigrescens Oates, 1889 — Birmanie et péninsule Malaise ;
- D. l. mouhoti (Walden, 1870) — centre/nord de l'Indochine, hiverne dans le sud ;
- D. l. celaenus Oberholser, 1912 — Simeulue ;
- D. l. bondi Meyer de Schauensee, 1937 — sud-est de l'Indochine ;
- D. l. leucophaeus Vieillot, 1817 — Java, Bali, Lombok et Palawan ;
- D. l. leucogenis (Walden, 1870) — sud de la Manchourie et est de la Chine, hiverne en Indochine plus pâle, joues blanches ;
- D. l. salangensis Reichenow, 1890 — sud-est de la Chine plus pâle, joues blanches ;
- D. l. innexus (Swinhoe, 1870) — Hainan ;
- D. l. periophthalmicus (Salvadori, 1894) — îles Mentawaï ;
- D. l. siberu Chasen & Kloss, 1926 — Siberut ;
- D. l. batakensis (Robinson & Kloss, 1919) — Bukit Barisan (nord) ;
- D. l. phaedrus (Reichenow, 1904 — Bukit Barisan (centre/sud) joues blanches ;
- D. l. stigmatops (Sharpe, 1879 — nord de Bornéo joues blanches.